# Ataque a la Selección de fútbol de Togo
El Ataque a la Selección de fútbol de Togo fue un ataque terrorista en contra del autobus de la Selección de fútbol de Togo que ocurrió el 8 de enero de 2010 mientras el equipo viajaba de la República del Congo hacia Angola camino a la Copa Africana de Naciones 2010 que iniciaba el 10 de enero. Un grupo separatista angoleño, de la provincia de Cabinda, el Frente para la Liberación del Enclave de Cabinda, se proclamó como autor del hecho. Sin embargo existen reportes que señalan que el grupo niega algún tipo de participación en el hecho. El conductor del bus, el jefe de prensa togolés y el asistente técnico del equipo murieron en el ataque, mientras que varios más resultaron heridos.

## Ataque
El 8 de enero de 2010, el bus de la Selección de fútbol de Togo fue atacado por hombres armados mientras se dirigía hacía Angola a la Copa Africana de Naciones 2010. El bus se encontró bajo fuego de ametralladora poco después de cruzar la frontera entre la República del Congo y el enclave angoleño de Cabinda.
El ataque duró cerca de media hora. El conductor del bus, Mário Adjoua, murió en el ataque, eliminando así un posible medio de escape. Los pasajeros se escondieron bajo las sillas. Un equipo de seguridad de aproximadamente 10 hombres en dos carros que viajaban junto al bus, respondieron al fuego.
Serge Akakpo, defensor del FC Vaslui, fue gravemente herido por los disparos, al igual que el arquero suplente Kodjovi Obilalé. Junto a los dos jugadores, el vicepresidente de la Federación Togolesa de fútbol Gabriel Ameyi, un periodista, dos médicos y otras cuatro personas resultaron heridas. Emmanuel Adebayor dijo que el ataque fue "una de las peores cosas que me han pasado en la vida." Adebayor tuvo que llevar a sus desesperados compañeros al hospital ya que él fue uno de los menos afectados. Thomas Dossevi dijo que "Fue un verdadero infierno. Veinte minutos de tiros, de sangre y miedo," mientras que Richmond Forson dijo, "El bus que cargaba el equipaje fue acribillado. Tal vez pensaron que estabamos allí. Entonces abrieron fuego, incluso contra nuestros técnicos. Fue terrible." Dossevi dijo que el equipo fue "ametrallado, como perros."
El grupo separatista angoleño Frente para la Liberación del Enclave de Cabinda clamó responsabilidad sobre el hecho Un comunicado firmado por el líder del grupo, secretario general Rodrigues Mingas, dice "Esta operación es solo el comienzo de una serie de acciones planeadas que continuaran ocurriendo en todo el territorio de Cabinda."

### Víctimas
Tres personas murieron y nueve más resultaron heridas.
Muertos
- Amelete Abalo – Asistente técnico de la selección togolesa y mánager del ASKO Kara.[19]
- Stan Ocloo – Jefe de prensa.[20]
- Mário Adjoua – Conductor del bus. Angoleño.[21]

Heridos
- Kodjovi Obilalé[22]
- Serge Akakpo[23]
- Hubert Velud[24]
- Waké Nibombé
- Elista Kodjo Lano
- Dr. Divinelae Amevor - Fisoterapeuta
- Dr. Tadafame Wadja - Doctor

## Tras el ataque
La selección togolesa llamó a boicotear el certamen como consecuencia del ataque. El mediocampista Alaixys Romao y Thomas Dossevi expresaron su disgusto y su falta de interés en competir tras su experiencia. Poco después de esto la selección de Togo se retiró del evento. Tras escuchar del ataque, la selección de fútbol de Mozambique solicitó medidas de protección. Togo iba a jugar su primer partido del torneo contra la selección de Ghana, tres días después del ataque, el 11 de enero.
Tras su retiro, hubo algo de vacilación en la selección togolesa acerca de si se debía regresar después de que dos de sus jugadores afirmaran que debían jugar en "memoria de los muertos." Dossevi afirmó que Togo debería competir "para mostrar nuestros colores patrios, nuestros valores y que somos hombres." Sin embargo, el gobierno togolés ordenó al equipo regresar por motivos de seguridad.
El Comité Organizador de la Copa Africana en Angola (COCAN) ha realizado pronunciamientos en contra de la delegación togolesa; Virgilio Santos, miembro de COCAN, dijo, "Las reglas eran claras: Ningún equipo debe viajar en bus. No se que llevó a Togo a hacerlo."
El 11 de enero, Togo fue oficialmente descalificado de la Copa Africana El equipo togolés dejó Angola el 10 de enero. Un vocero de la Confederación Africana de Fútbol dijo, "El equipo está descalificado, este grupo consistirá de solo tres equipos.". De acuerdo con Christophe Padumhokou Tchao, ministro de deporte de Togo, la petición oficial para poder unirse de nuevo al torneo fue rechazada a pesar de la intención de rendir homenaje a las víctimas del ataque.

### Reacciones
El ministro de gobierno de Angola António Bento Bembe llamó al ataque un "acto de terrorismo," y desde entonces reforzó la seguridad del torneo. Martin O'Neill, mánager de Moustapha Salifou, jugador del Aston Villa, expresó su conmoción en la página web del equipo. Los clubes Manchester City y Portsmouth expresaron dudas sobre la seguridad de sus jugadores. Otros jugadores africanos como Benni McCarthy y Mohamed Sissoko, condenaron el ataque
Danny Jordaan, organizador de la Copa Mundial de Fútbol de 2010, aseguró que el ataque no afectará de ninguna manera la seguridad de la Copa del Mundo, que se desarrolló en Sudáfrica a mediados del 2010.
El primer ministro togolés Gilbert Houngbo decretó tres días de duelo. "El gobierno ha declarado un duelo de tres días en todo el territorio, que comenzará el 11 de enero." dijo Houngbo.